# Petter Andersson i Säby
Petter Andersson i riksdagen kallad Andersson i Säby, född 19 april 1816 i Ramdala församling, Blekinge län, död där 12 juni 1874, var en svensk hemmansägare och politiker.
Andersson företrädde bondeståndet i Östra härad, Blekinge län vid ståndsriksdagen 1865–1866. Han var 1867–1871 ledamot av riksdagens andra kammare, invald i Östra härads domsagas valkrets, Blekinge län.